# David Ormsby-Gore
William David Ormsby-Gore (20 mai 1918 - 26 janvier 1985) est un diplomate britannique et un homme politique conservateur.

## Jeunesse
William David Ormsby-Gore est né dans une famille aristocratique anglo-irlandaise le 20 mai 1918 à Westminster, Londres, le deuxième fils de William Ormsby-Gore (4e baron Harlech), un politicien conservateur, et Lady Beatrice Edith Mildred Gascoyne-Cecil . Son arrière-grand-père maternel est le Premier ministre britannique, le 3e marquis de Salisbury. Il fait ses études à la St Cyprian's School, au Collège d'Eton et au New College d'Oxford.
En 1939, il est nommé dans la Royal Artillery (Berkshire Yeomanry Field Regiment), sert dans l'unité de reconnaissance « Phantom » et travaille avec des unités aéroportées et d'autres unités spéciales. À la fin de la guerre, il a le grade de major dans l'état-major.
Après la guerre, son père lui cède toutes ses terres et Ormsby-Gore cultive les 400 acres (1,6 km²) du domaine Woodhill, Oswestry, Shropshire. En 1948, il est nommé major dans le Shropshire Yeomanry, mais quitte le poste en 1950.

## Carrière

### Député
Aux élections générales de 1950, il est élu député d'Oswestry, et le reste jusqu'en 1961. Sous le premier ministre Anthony Eden il sert brièvement, de novembre 1956 à janvier 1957, comme Sous-secrétaire d'État aux Affaires étrangères ; et sous le premier ministre Harold Macmillan, il est de 1957 à 1961 ministre d'État aux Affaires étrangères. Après l'élection du président américain John F. Kennedy, il est nommé ambassadeur britannique aux États-Unis le 18 octobre 1961. Il démissionne alors de la Chambre des Communes.

### Ambassadeur aux États-Unis
Ormsby-Gore connaissait bien Kennedy depuis son séjour à Londres, où son père Joseph P. Kennedy a été ambassadeur américain. Ormsby-Gore a une relation plus étroite que Macmillan avec le président élu et son frère Robert. Six mois après l'entrée en fonction de Kennedy, Ormsby-Gore est à Washington, DC. Désigné sous l'administration Kennedy comme "notre genre d'ambassadeur", il fournit à Kennedy un flot de conseils et de cigares cubains via sa valise diplomatique. Il est presque un résident de la Maison Blanche, étant plus un ami de la famille qu'un simple ambassadeur. Après l'assassinat du président Kennedy, il y eut des rumeurs d'une histoire d'amour entre Ormsby-Gore et Jacqueline Kennedy. En 1968, il lui propose de se marier, mais elle n'a pas accepté. Ormsby-Gore est l'un des porteurs du cercueil des funérailles de Robert F.Kennedy. Sous l'administration Lyndon B. Johnson, les relations sont plus formelles mais restent excellentes; et Ormsby-Gore conserve son poste après l'arrivée d'un gouvernement travailliste en Grande-Bretagne en 1964.
Féroce opposant à la politique du baril de pétrole, le rejet laconique du phénomène par Ormsby-Gore a couru: "Ce serait en effet une tragédie si l'histoire de la race humaine se révélait être rien de plus que l'histoire d'un singe jouant avec une boîte d'allumettes sur un réservoir d'essence." L'étendue de son influence sur l'administration Kennedy est contestée. Incapable de persuader le gouvernement américain de se mettre d'accord avec la ligne britannique sur le Yémen et le Congo, ou de procéder soit à un règlement négocié avec le premier ministre soviétique Nikita Khrouchtchev sur Berlin ou au programme de missiles balistiques Skybolt, il a néanmoins joué un rôle important dans la crise des missiles de Cuba et a veillé à ce que les vues de la Grande-Bretagne soient prises en compte par le gouvernement américain.
Les amitiés d'Ormsby-Gore et Macmillan avec John F.Kennedy ont aidé à obtenir le premier traité d'interdiction des essais nucléaires en 1963. Macmillan et Ormsby-Gore ont tenté de conclure un traité d'interdiction des essais avec les Russes au cours des dix dernières années et ont convaincu Kennedy par des lettres de Macmillan et des discussions franches entre Ormsby-Gore et Kennedy.
Selon la duchesse de Devonshire, qui a voyagé avec la délégation britannique aux funérailles de Kennedy en novembre 1963, le successeur de Macmillan en tant que Premier ministre Alec Douglas-Home a voulu nommer Ormsby-Gore comme ministre des Affaires étrangères, mais Rab Butler a insisté pour avoir ce poste comme une condition pour rester au gouvernement. Après l'assassinat de Kennedy, Ormsby-Gore s'est engagé dans une relation avec sa veuve Jacqueline, partant en vacances avec elle au Cambodge. Il lui propose de se marier en 1965 et a été refusé. En 1968, quand elle a épousé le magnat de l'expédition grec Aristote Onassis, Lord Harlech s'est opposé et lui a écrit pour lui demander de changer d'avis.

### Fin de carrière
Ormsby-Gore prend sa retraite en tant qu'ambassadeur en 1965, un an après la mort de son père, et prend son siège à la Chambre des lords en tant que baron Harlech, occupant brièvement également le poste de vice-président du Parti conservateur. Il est dirigeant de médias, fondateur de HTV, et président du British Board of Film Classification. Il s'intéresse activement à l'avant-garde et, pendant près de dix ans, à partir de 1969, il est le patron de l'Institut de recherche en art et technologie.
Ormsby-Gore est nommé lieutenant adjoint du Shropshire le 12 avril 1961. En tant qu'ambassadeur britannique aux États-Unis, il est, le 29 juin 1961, nommé chevalier commandant de l'Ordre de Saint-Michel et Saint-George (KCMG). En 1962, il est nommé Chevalier de l'Ordre de Saint-Jean (KStJ).

## Vie privée
Le 9 février 1940, Lord Harlech épouse Sylvia Lloyd Thomas (née le 24 avril 1920),, fille de Hugh Lloyd Thomas, envoyé extraordinaire et ministre plénipotentiaire en France entre 1935 et 1938, et Guendaline Ada Bellew. Avant la mort de Lady Harlech dans un accident d'automobile le 30 mai 1967 ils ont cinq enfants: 
- Julian Hugh Ormsby-Gore (1940-1974), décédé des suites de blessures par balle, apparemment suicide[6].
- Jane Teresa Denyse Ormsby-Gore (née en 1942), qui aurait eu une liaison avec Mick Jagger dans les années 1960; certains considèrent que la chanson des Rolling Stones "Lady Jane" parle d'elle [7]. Elle épouse Michael Rainey en 1966 (div. 1984) et vit à Brogyntyn Home Farm, Oswestry.
- Victoria Mary Ormsby-Gore (née en 1946)
- Alice Magdalen Sarah Ormsby-Gore (1952–1995), qui s'est fiancée au guitariste de rock Eric Clapton en 1969[8]. Elle et Clapton ont vécu ensemble pendant cinq ans, mais ne se sont pas mariés. Elle est décédée d'une overdose d'héroïne en 1995.
- Francis David Ormsby-Gore, 6e baron Harlech (1954–2016), qui épouse Amanda Jane Grieve (née en 1959), fille d'Alan Grieve[9].

Le 11 décembre 1969, Lord Harlech se remarie avec la mondaine américaine Pamela Colin, fille d'un grand avocat d'entreprise de Manhattan, elle-même rédactrice en chef de Vogue à Londres, puis Critique gastronomique du British Vogue . Ils ont une fille : 
- Pandora Beatrice Ormsby-Gore (née en avril 1972)[11]

Lord Harlech est grièvement blessé dans un accident de voiture à Montford Bridge près de Shrewsbury le soir du 25 janvier 1985 et est décédé à l'hôpital Royal de Shrewsbury le lendemain matin, à l'âge de 66 ans. Le sénateur Edward Kennedy, Jacqueline Onassis et d'autres membres de la famille Kennedy ont assisté à ses funérailles à Llanfihangel-y-traethau. Il est remplacé dans la baronnie par son deuxième et seul fils survivant, Francis.

### Sources
- Kidd, Charles, Williamson, David (éditeurs). Peerage and Baronetage de Debrett (édition 1990). New York: St Martin's Press, 1990,
- Leaming, Barbara. «Jack Kennedy: L'éducation d'un homme d'État» (2006). WWNorton & Company, Inc.